# یلو یی‌یاه
یلو یی‌یاه (به انگلیسی: Yellow Yeiyah) (زادهٔ ۹ سپتامبر ۱۹۸۴) شناگر اهل نیجریه است.